# Rhopalomyia gemmaria
Rhopalomyia gemmaria är en tvåvingeart som först beskrevs av George Ledyard Stebbins 1910.  Rhopalomyia gemmaria ingår i släktet Rhopalomyia och familjen gallmyggor. Inga underarter finns listade i Catalogue of Life.